# Luis Villasante Kortabitarte
Luis Villasante Kortabitarte (Guernica, 22 de març de 1920 - Oñati, 2 de desembre de 2000) fou un religiós escriptor i lingüista basc.

## Biografia
Franciscà, es va ordenar sacerdot el 1945. Després de doctorar-se en teologia, va ser professor en el seminari d'Arantzazu durant molts anys. Entre els molts articles i llibres sobre temes religiosos que va escriure és destacable la col·lecció titulada Kristau fedearen sustraiak (Les arrels de la fe cristiana) formada per quatre llibres: Jainkoa (1962), Jesukristo (1969), Eliza (1984) i Kristau fedea (1986). Va investigar la literatura basca en prosa, el resultat de la qual va publicar en el llibre Historia de la Literatura Vasca el 1961, però sobretot va ser un estudiós de l'obra Gero de Pedro de Axular i la va donar a conèixer: Va voler convèncer de la importància del lèxic utilitzat per Axular para el desenvolupament de la literatura en euskera amb el diccionari trilingüe Axular-en Hiztegia (Diccionari d'Axular) (1973) i va preparar una edició crítica de l'obra i una traducció completa, publicada el 1976.
Com a investigador de la gramàtica cap destacar la seva col·lecció d'obres "Luis de Eleizalde", escrita en espanyol, en la qual analitza diversos aspectes de morfologia i sintaxi de l'euskera (1970-1986). Va ser membre d'honor de l'Acadèmia de la Llengua Basca (Euskaltzaindia) des de 1951 i president de l'Acadèmia en el període 1970-88, dirigint l'entitat amb gran tacte en el camí cap a la unificació de l'euskera. Per aquest motiu se l'ha qualificat "Pare de l'euskera unificat". Sota la influència de Federico Krutwig Sagredo, durant una primera etapa va defensar el labortà clàssic com a model d'unificació per a l'euskera, encara que més endavant va variar les seves posicions en favor del model defensat per Koldo Mitxelena.

## Obres

### Literatura basca
- Historia de la Literatura Vasca (1961).
- Axular. Mendea, gizona, liburua (1972).

### Filologia basca
- Axular-en hiztegia. Euskara-Español-Français. Español-Euskara. Français-Euskara. (1973).
- Arantzazu-Oñati eta inguruko euskal hiztegia (1994). Hiztegiaren beste egilea: Candido Izaguirre.

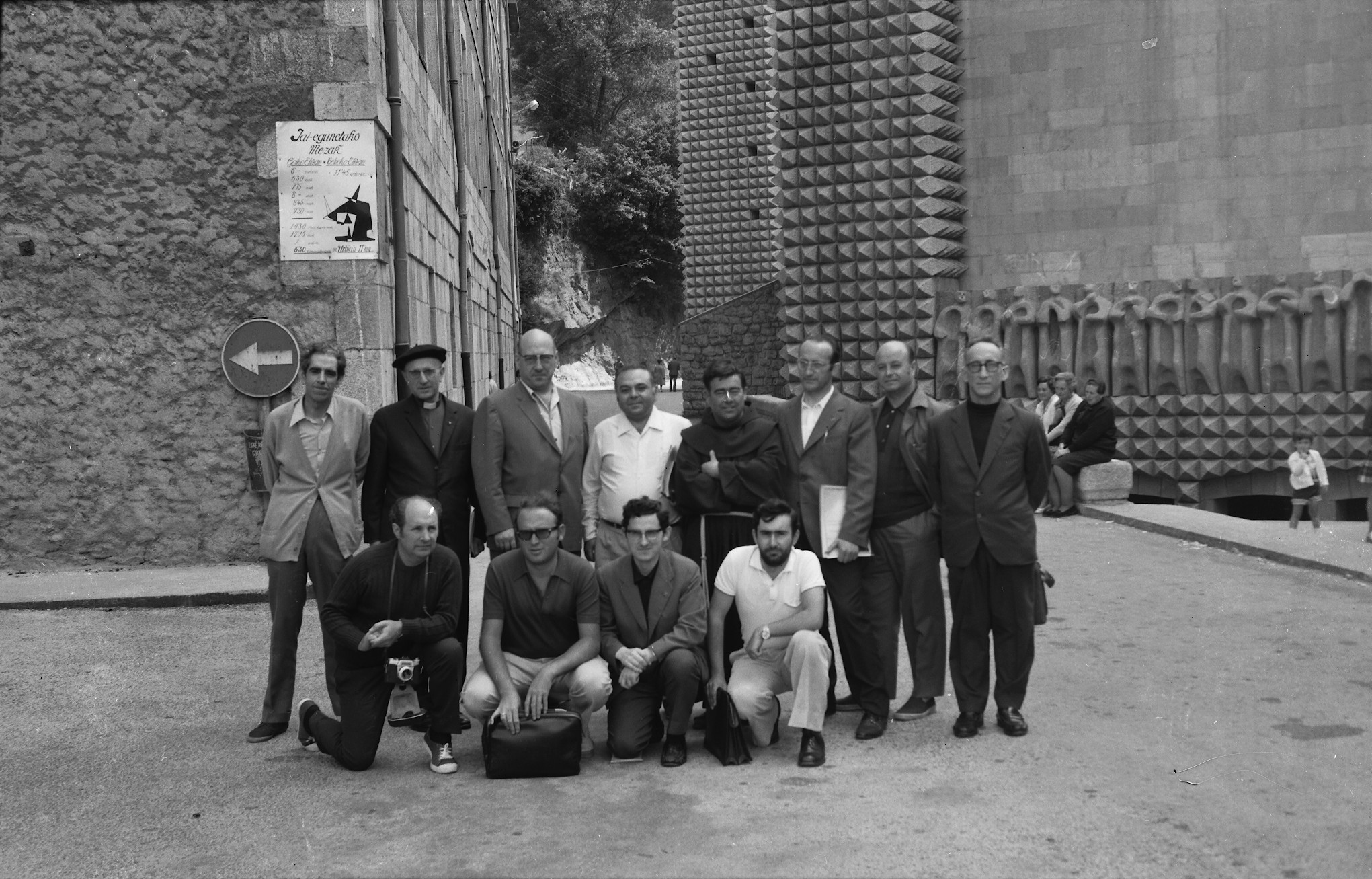
Els membres de l'Euskaltzaina al Santuari d'Arantzazu, 1972. A dalt d'esquerra a dreta: Koldo Mitxelena, Iratzeder, Jean Haritxelhar, Alfontso Irigoien, Luis Villasante, Jose Maria Satrustegi, Patxi Altuna i Imanol Berriatua. Abaix: Juan San Martin, Jose Luis Lizundia, Joseba Intxausti i Xabier Kintana.

- Hacia la lengua literaria común (1970).
- La declinación del vasco literario común (1972).
- Palabras vascas compuestas y derivadas (1974).
- Sintaxis de la oracion compuesta (1976).
- Estudios de sintaxis vasca (1978).
- La h en la ortografía vasca (1980).
- Sintaxis de la oracion simple (1980).
- La oracion causal en vasco (1986).
- Euskararen auziaz (1988).

### Literatura religiosa
- La sierva de Dios M. Ángeles Sorazu, concepcionista franciscana. Estudio místico de su vida (1950).
- Nere izena zan Plorentxi. Angeles Sorazuren bizitza (1961).
- Jainkoa (1962).
- Jesukristo (1969).
- M. Angeles Sorazu: Un mensaje para tiempos dificiles (1981).
- Kristau fedearen sustraiak. III. Eliza (1984).
- Kristau fedea (1986).
- Angeles Sorazu: bizia eta mezua (1990).
- Ideario y camino espiritual de Ángeles Sorazu (1994).
- Nazareteko Jesusi buruz gogarteak (1998).